# Yo canto (álbum de Julio Iglesias)
Yo canto es el álbum debut de Julio Iglesias, lanzado en 1969. El álbum pasó 15 semanas en las listas españolas y alcanzó el puesto número 3. El álbum generó cuatro sencillos exitosos en las listas españolas.

## Lista de canciones
Cara A
1. La vida sigue igual 3:38
2. Tenía una guitarra 3:10
3. Bla, Bla, Bla 3:40
4. El Viejo Pablo 3:00
5. Hace unos años 3:54
6. No llores, mi amor 2:54

Cara B
1. Yo canto 3:21
2. Alguien que pasó 4:10
3. Mis recuerdos 2:45
4. En un barrio que hay en la ciudad 2:40
5. Lagrimas tiene el Camino 2:26
6. Chiquilla 4:28